# Ruta Estatal de Nueva York 440
La Ruta Estatal de Nueva York 440 (NY 440) es una ruta estatal localizada completamente en Staten Island. La ruta es una conexión entre la NJ 440, que pasa desde la comunidad en Staten Island de Richmond Valley al sur y Port Richmond al norte. Es la única carretera estatal de Nueva York detrás de la Ruta Estatal de Nueva York 426 que se encuentra en el centro de una sección de otra carretera estatal compartiendo el mismo número de señalización. 
La Ruta Nueva Jersey 440 es una extensión de la Interestatal 287. Sin embargo, hubo un plan para renumerar ambas rutas, la Ruta de Nueva Jersey 440 y la Ruta de Nueva York 440 como la Interestatal 287, pero no tuvo éxito.